# J. Farrell MacDonald

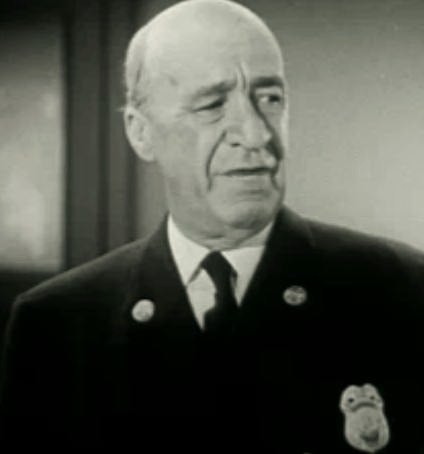
J. Farrell MacDonald från The Last Alarm (1940).

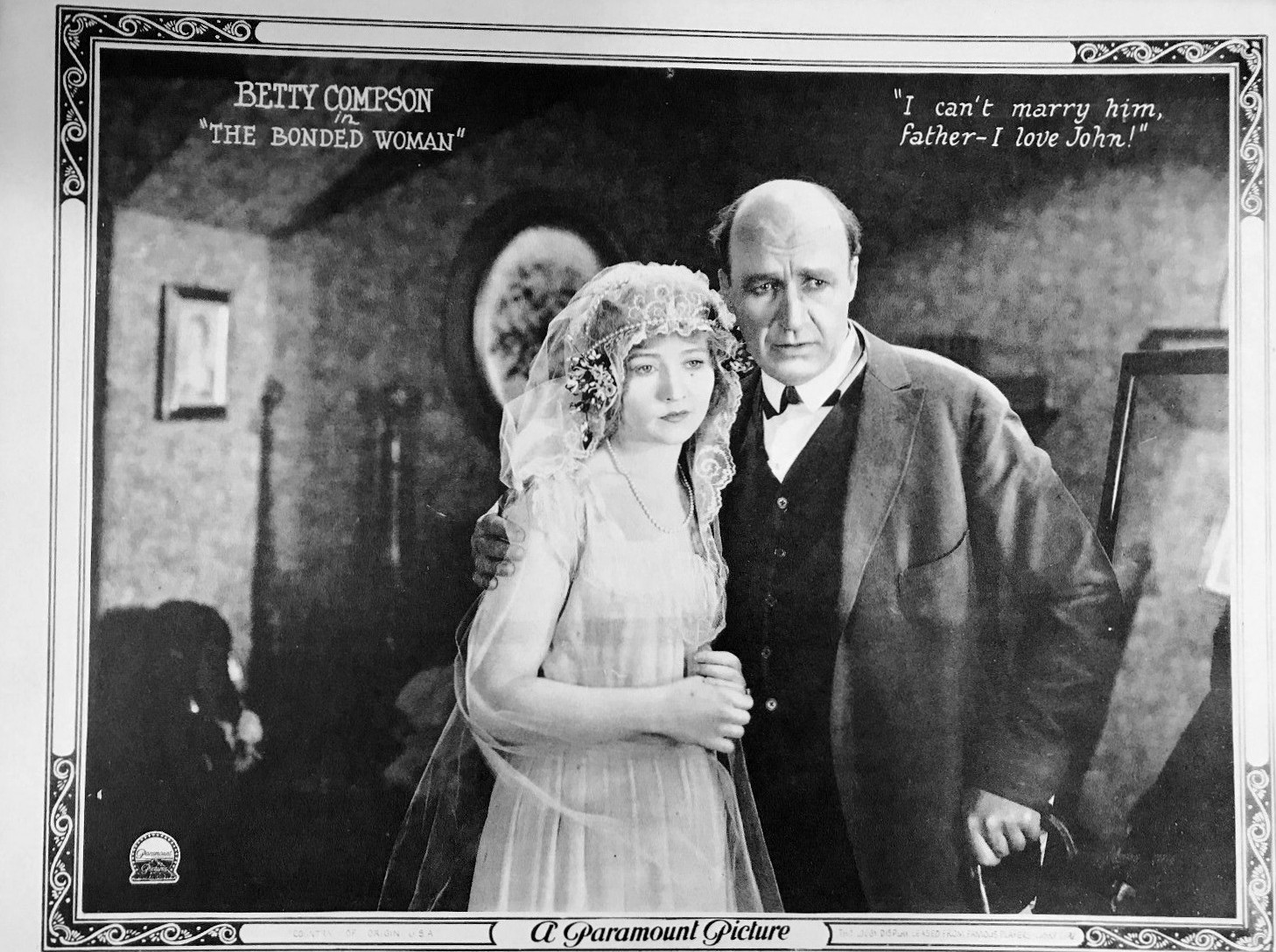
J. Farrell MacDonald i stumfilmen The Bonded Woman (1922).

Joseph Farrell MacDonald, född 6 juni 1875 i Waterbury i Connecticut, död 2 augusti 1952 i Hollywood, var en amerikansk skådespelare, som medverkade i 226 filmer från 1911 till 1951.

## Filmografi (i urval)
- 1914 – The Last Egyptian
- 1922 – Sky High
- 1922 – Den unge Rajahn
- 1924 – The Signal Tower
- 1924 – Järnhästen
- 1925 – När Broadway lockar ...
- 1925 – Smålands-Johnson på 5:e avenuen
- 1925 – Lightnin'
- 1926 – The Shamrock Handicap
- 1926 – 3 dåliga män
- 1927 – Dolores från apachekaféet
- 1927 – The Cradle Snatchers
- 1927 – Soluppgång
- 1927 – Kär och galen
- 1928 – Abie's Irish Rose
- 1928 – In Old Arizona
- 1928 – Riley the Cop
- 1930 – The Truth About Youth
- 1930 – River's End
- 1930 – Män utan kvinnor
- 1930 – Born Reckless
- 1931 – Falken från Malta
- 1931 – Miljonären
- 1931 – Fullblod
- 1931 – The Stolen Jools
- 1931 – Den farliga vägen
- 1931 – Other Men's Women
- 1931 – Under 18
- 1931 – The Squaw Man
- 1931 – Överfallet på guldtransporten
- 1932 – 70,000 Witnesses
- 1932 – The Phantom Express
- 1932 – Madame Racketeer
- 1932 – The Thirteenth Guest
- 1932 – Week-end Marriage
- 1933 – Hans andra hustru
- 1933 – The Working Man
- 1933 – Peggys miljoner
- 1933 – Murder on the Campus
- 1933 – I Loved a Woman
- 1935 – Min bror vid polisen
- 1935 – The Best Man Wins
- 1935 – Sensationen för dagen
- 1935 – Let 'em Have It
- 1935 – Den maskerade demonen
- 1935 – Sheriffen rensar stan
- 1936 – Riffraff
- 1937 – Slim
- 1938 – Extortion
- 1938 – Gang Bullets
- 1938 – White Banners
- 1939 – Doktorn i dilemma[5]
- 1939 – Morska Susanna
- 1940 – Nattens brigad
- 1940 – The Last Alarm
- 1940 – Stagecoach War
- 1940 – Pony Express Days
- 1941 – Riders of the Timberlane
- 1941 – Vi behöver varann
- 1942 – Private Snuffy Smith
- 1942 – En fantastisk natt
- 1942 – The Living Ghost
- 1944 – Nattens ryttare
- 1945 – Woman Who Came Back
- 1946 – Laglöst land
- 1948 – Främling med revolver
- 1950 – Vittnet som försvann
- 1951 – Superman and the Mole-Men